# Rusa (Moskwa)
Die Rusa (russisch Ру́за) ist ein 145 km langer linker Nebenfluss der Moskwa in den Oblaste Smolensk und  Moskau in Zentralrussland.

## Verlauf
Die Rusa entspringt am Rande des Moskauer Höhenrückens in der Oblast Smolensk unweit der Grenze zur Oblast Moskau. Sie fließt in überwiegend östlicher Richtung in die Oblast Moskau, später wendet sie sich allmählich nach Südosten. Schließlich erreicht sie etwa 100 km westlich der Hauptstadt Moskau den Fluss Moskwa. Oberhalb der gleichnamigen Kleinstadt Rusa wird der Fluss von einer Talsperre aufgestaut.

## Hydrologie
Die Rusa entwässert ein Areal von 1990 km². Sie wird hauptsächlich von der Schneeschmelze gespeist. Im April und im Mai führt der Fluss Hochwasser. Der mittlere Abfluss am Pegel Rusa beträgt 13,1 m³/s.
Gewöhnlich gefriert der Fluss im November und bleibt bis April eisbedeckt.